# Danmark i olympiska vinterspelen 1988
Danmark deltog i olympiska vinterspelen 1988. Detta var Danmarks första olympiska vinterspel på 20 år. Danmark skickade enbart Lars Dresler, 20 år, till spelen.

## Resultat

### Konståkning
- Singel herrar
  - Lars Dresler - 14